# Carro de polícia

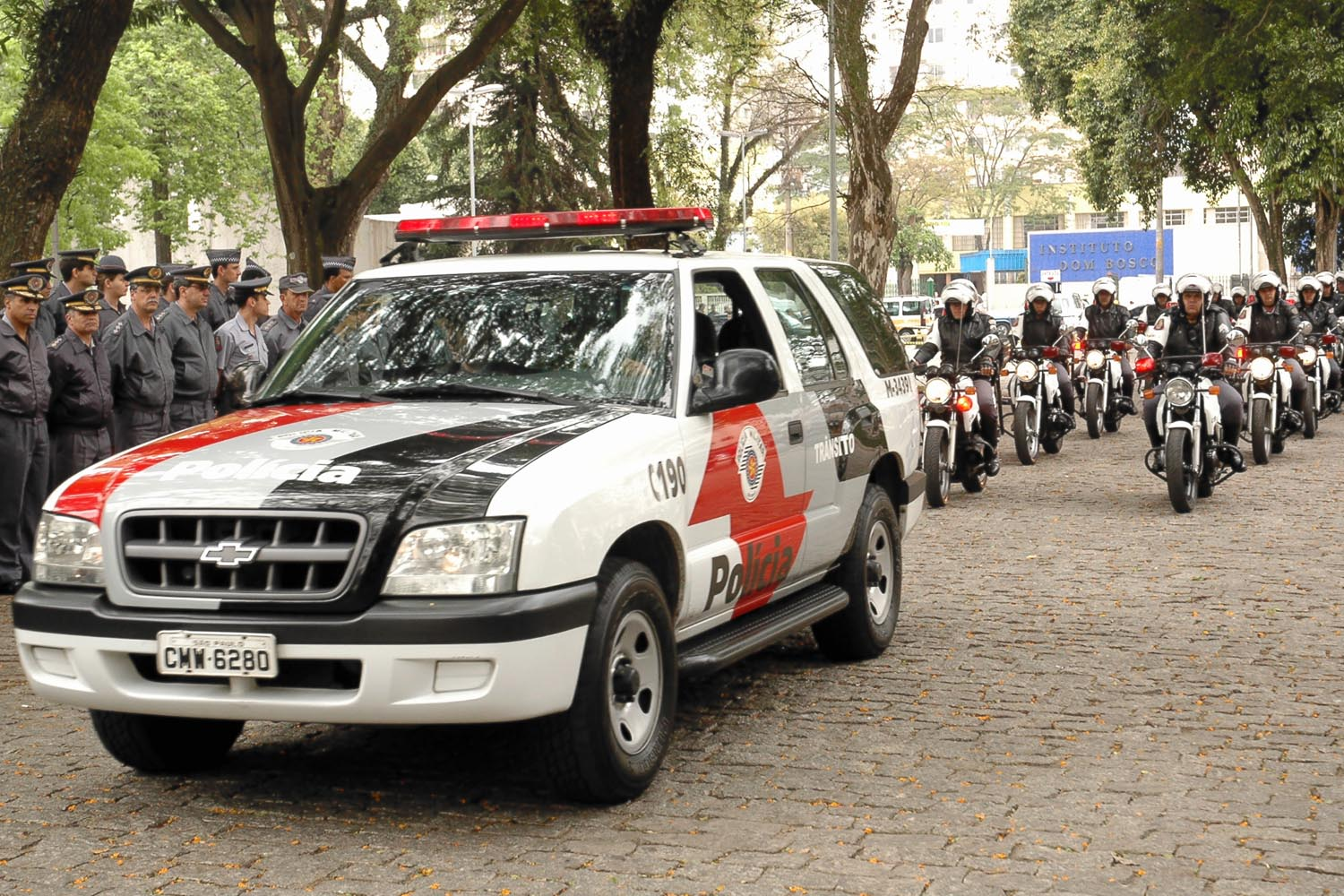
Chevrolet Blazer uma das viaturas mais conceituadas do Brasil

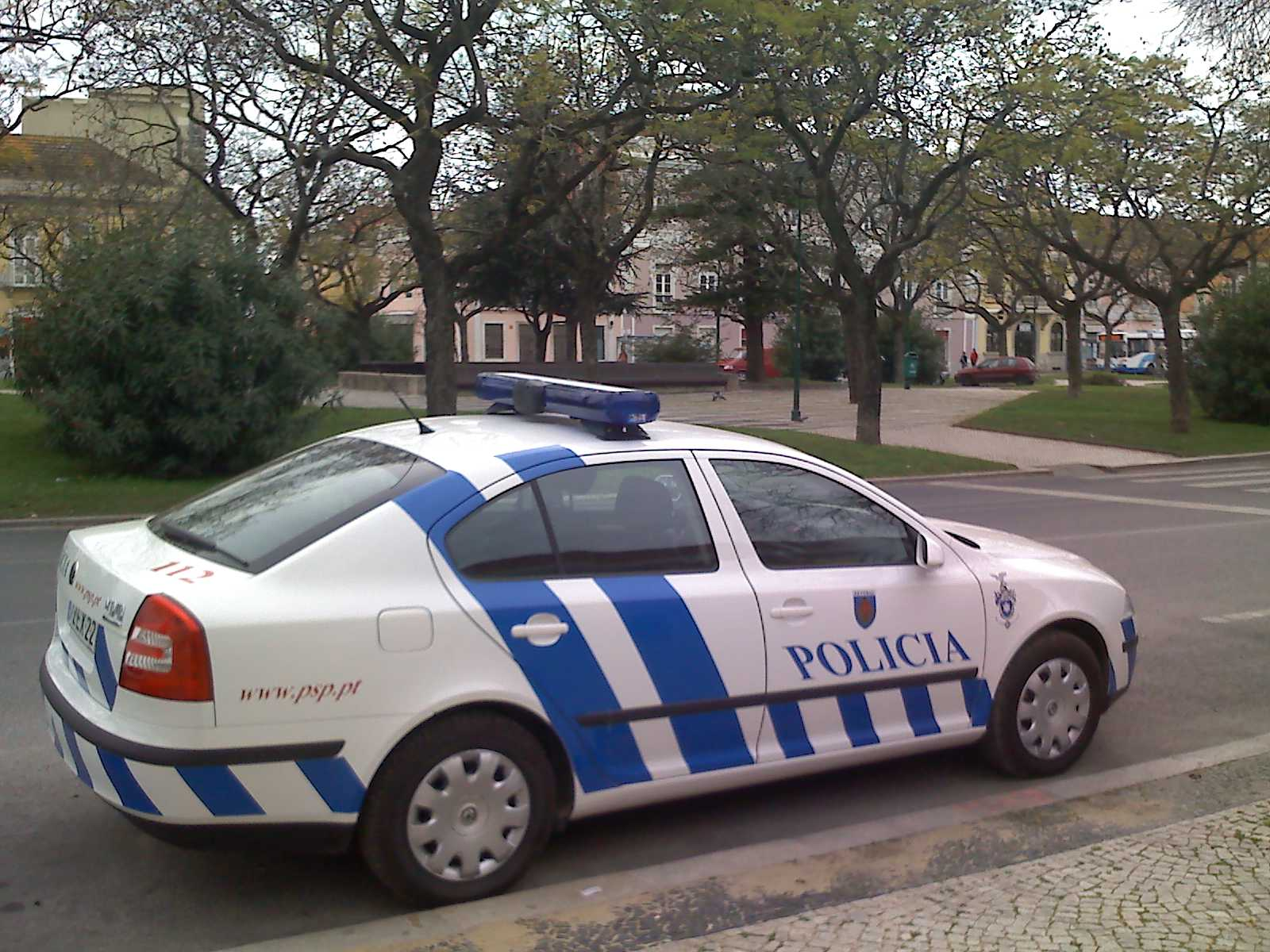
Skoda Octavia, a viatura mais comum da PSP, Portugal.

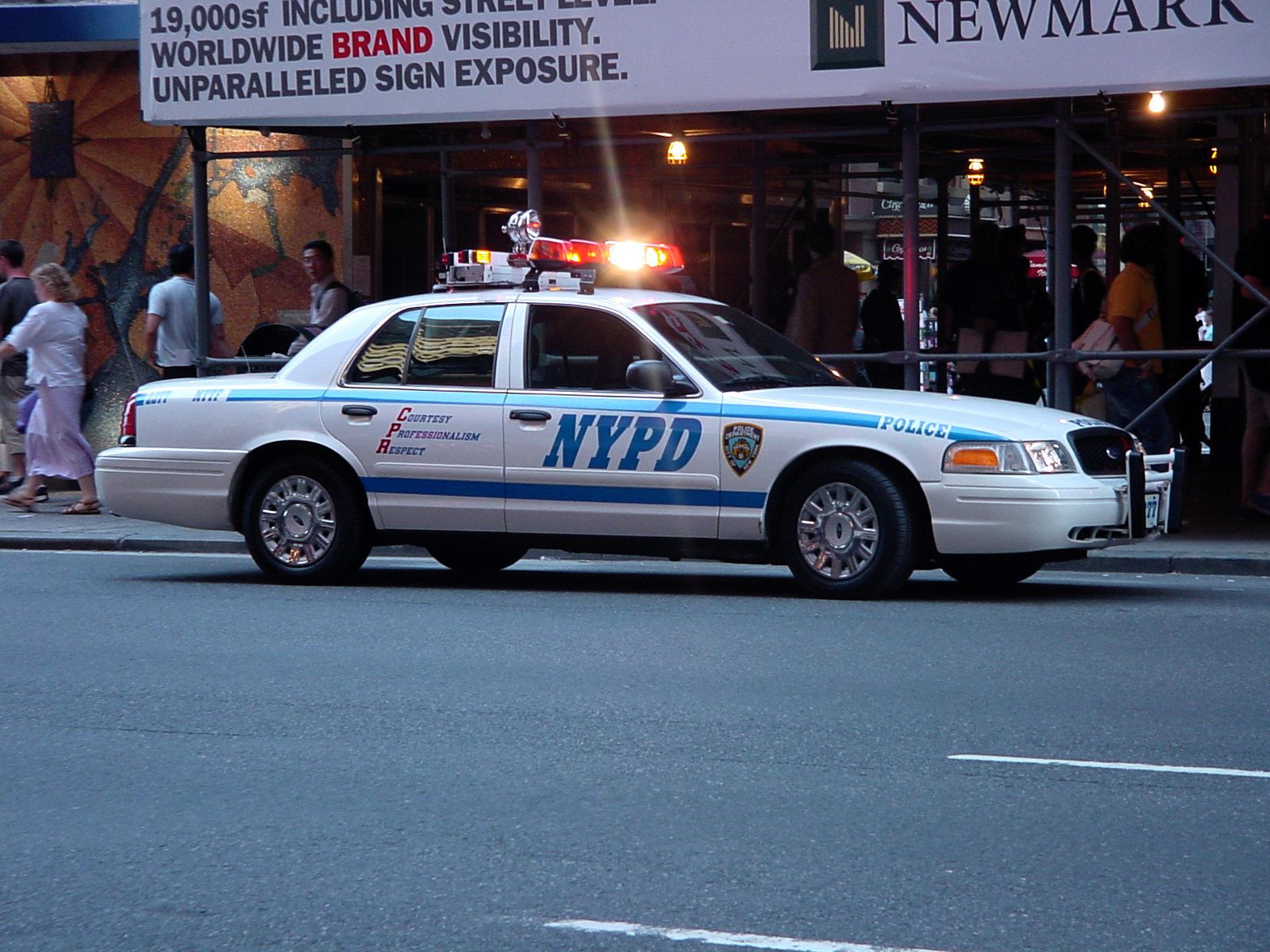
Ford Crown Victoria Police Interceptor do Departamento de Polícia de Nova Iorque

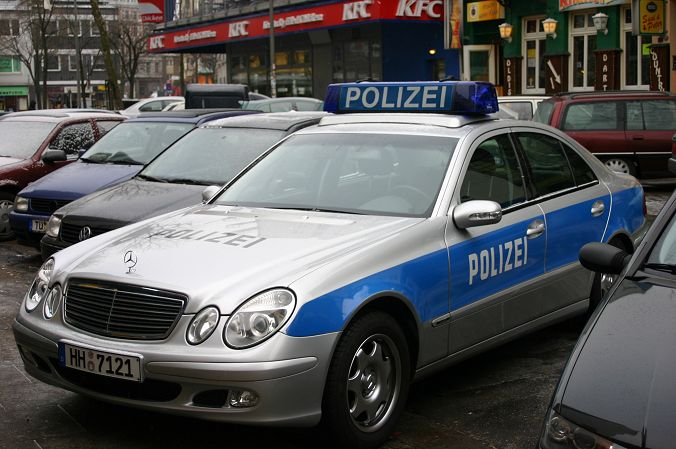
Mercedes-Benz da polícia de Hamburgo, Alemanha

Carro de polícia ou viatura policial (também conhecido como radiopatrulha) é um veículo utilizado pela polícia, para transportar agentes, chegar ao local de uma ocorrência, transportar suspeitos, patrulhar um local ou até mesmo perseguir criminosos.
Os carros de polícia são adaptados conforme a sua área e divisão de atuação. Normalmente, os veículos utilizados pela polícia são equipados com sirenes, sinalizadores visuais conhecidos como giroflex ou kojak, dependendo do formato, e pinturas especiais para identificação da população civil.

## Utilidades
O carro de polícia é essencial para a organização e mobilidade da polícia e é amplamente utilizado em todo o mundo para todos os tipos de operações executadas por qualquer departamento policial.
Mas em alguns locais, como na Grã-Bretanha, a utilização de patrulhas motorizadas estão sendo substituídas pelo policiamento a pé, para melhor interação com a sociedade.

## Equipamento
Os veículos utilizados pela polícia recebem muitas modificações, tanto no desempenho quanto na aparência visual. As modificações podem incluir mudanças na pintura, melhorias na lataria para melhor resistência e durabilidade. Também são modificados a  suspensão.

### Alertas visuais

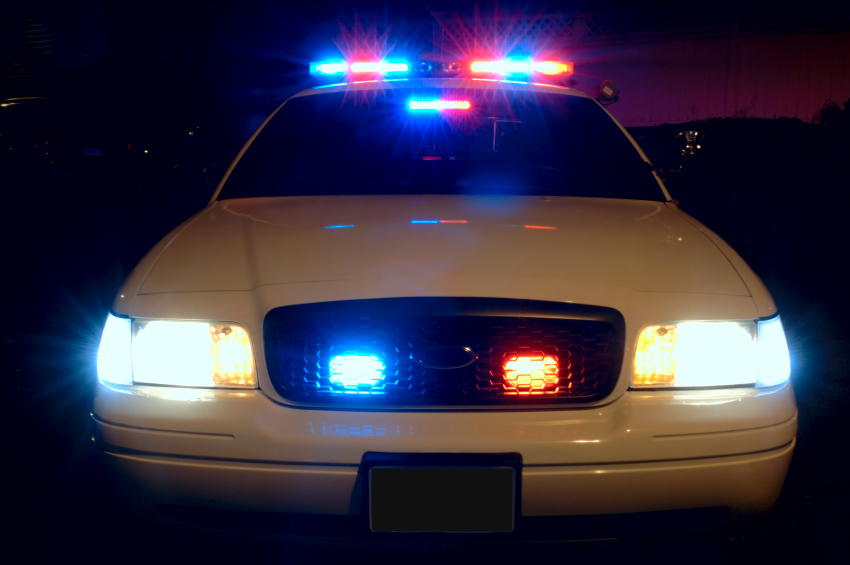
Ford Crown Victoria Police Interceptor com luzes de alerta ligadas.

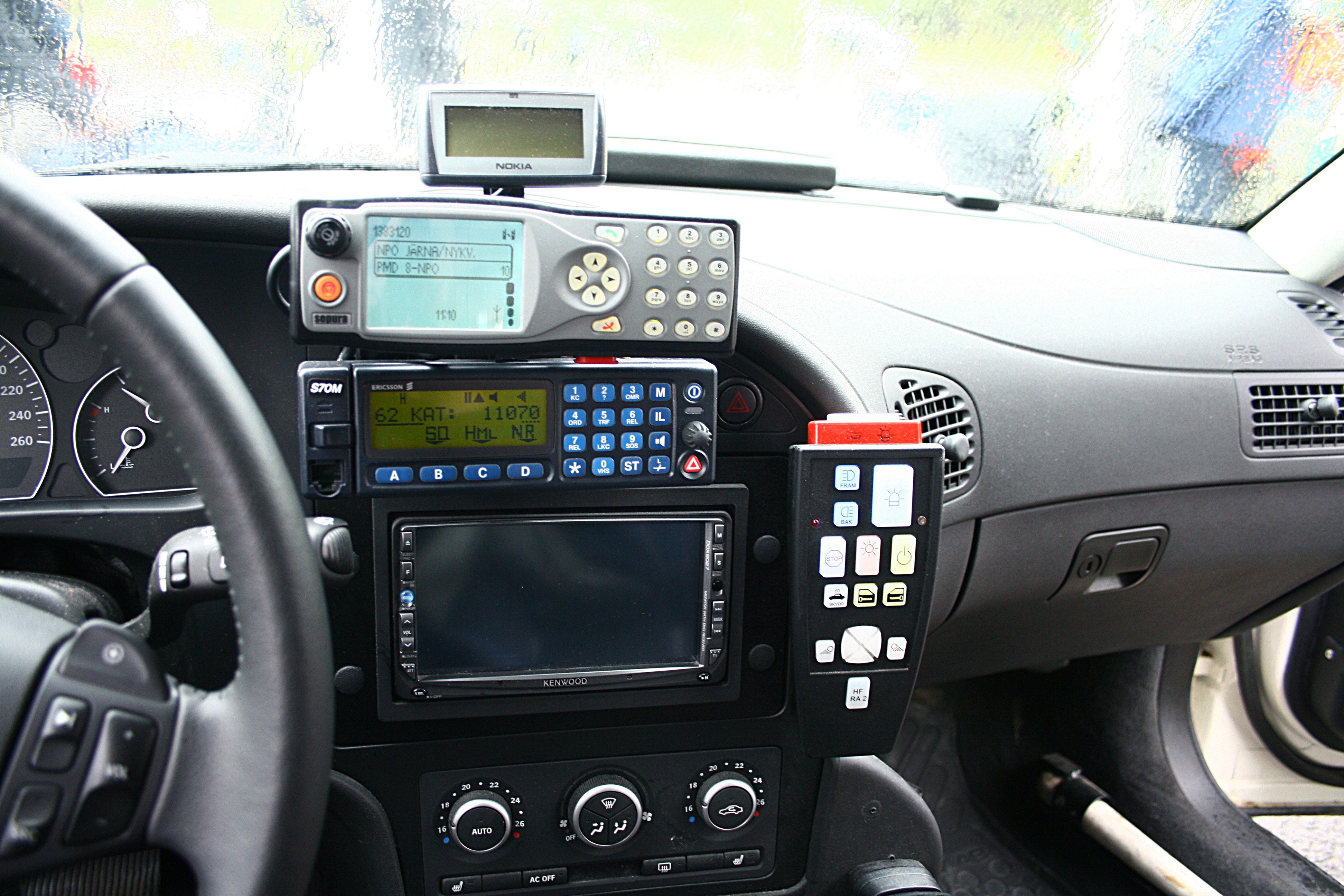
Unidade de controle de rádio emissor-receptor, terminal de dados móveis, navegação e alertas visuais/sonoros.

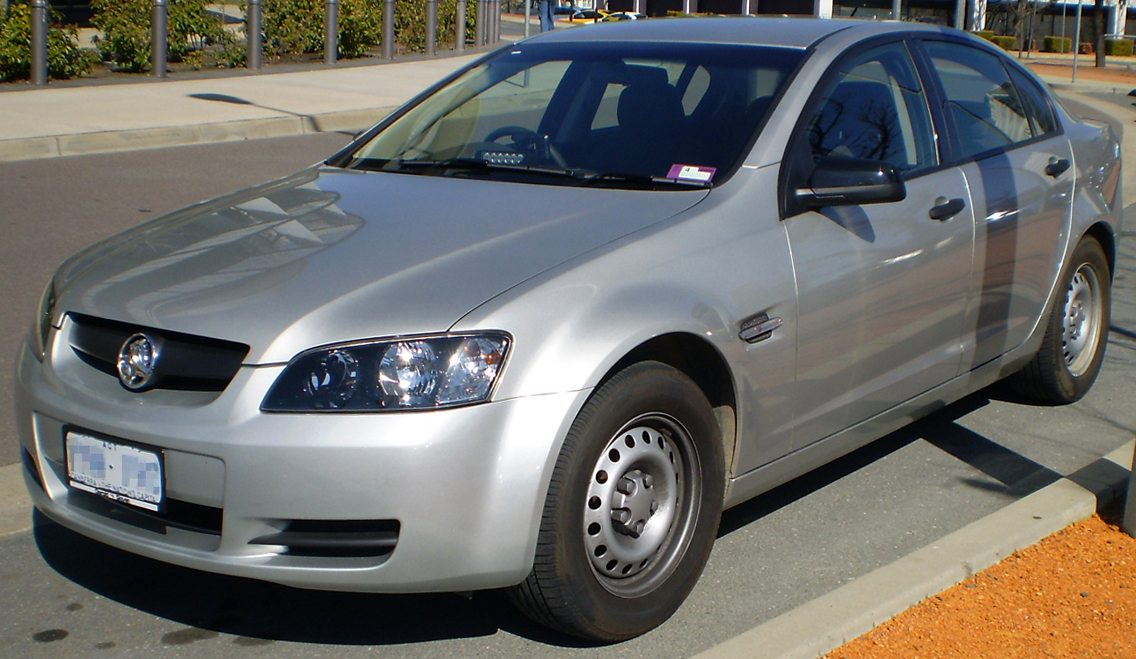
Holden VE Commodore sem identificação da Polícia Federal Australiana.

Existem dois tipos de alertas visuais, os passivos e os ativos.
- Os passivos são adesivos colados na viatura para melhor identificação. Durante a noite, os adesivos refletem na luz da lanterna do carro de trás e facilitam a identificação da viatura em até 3 metros de distância. Também são utilizados símbolos com a identificação da divisão e departamento da viatura. Esses símbolos só podem ser utilizados em viaturas de emergência, e o uso por qualquer outra pessoa é considerado uma violação dos direitos internacionais.
- Os ativos são os alertas visuais utilizados pela polícia em caso de situações de emergência em andamento e o veículo preciso de dirigir até o local. Existem diversos tipos de luzes de emergência que podem ser utilizadas em cima, na lanterna, no retrovisor, na parte de cima do painel, na grade do motor e no vidro traseiro. As luzes em geral são vermelhas, brancas, azuis e amarelas.

### Outros alertas
Além das luzes, também são utilizados alertas sonoros, em geral repetitivos para chamar atenção dos outros motoristas. Alto-falantes e lanternas auxiliares (holofotes) são utilizados para interceptar veículos suspeitos.

### Comunicação
O rádio de comunicação é essencial para contatar outras viaturas e a central de operações, normalmente trabalha em frequência diferente de rádios comuns.

### Equipamentos adicionais

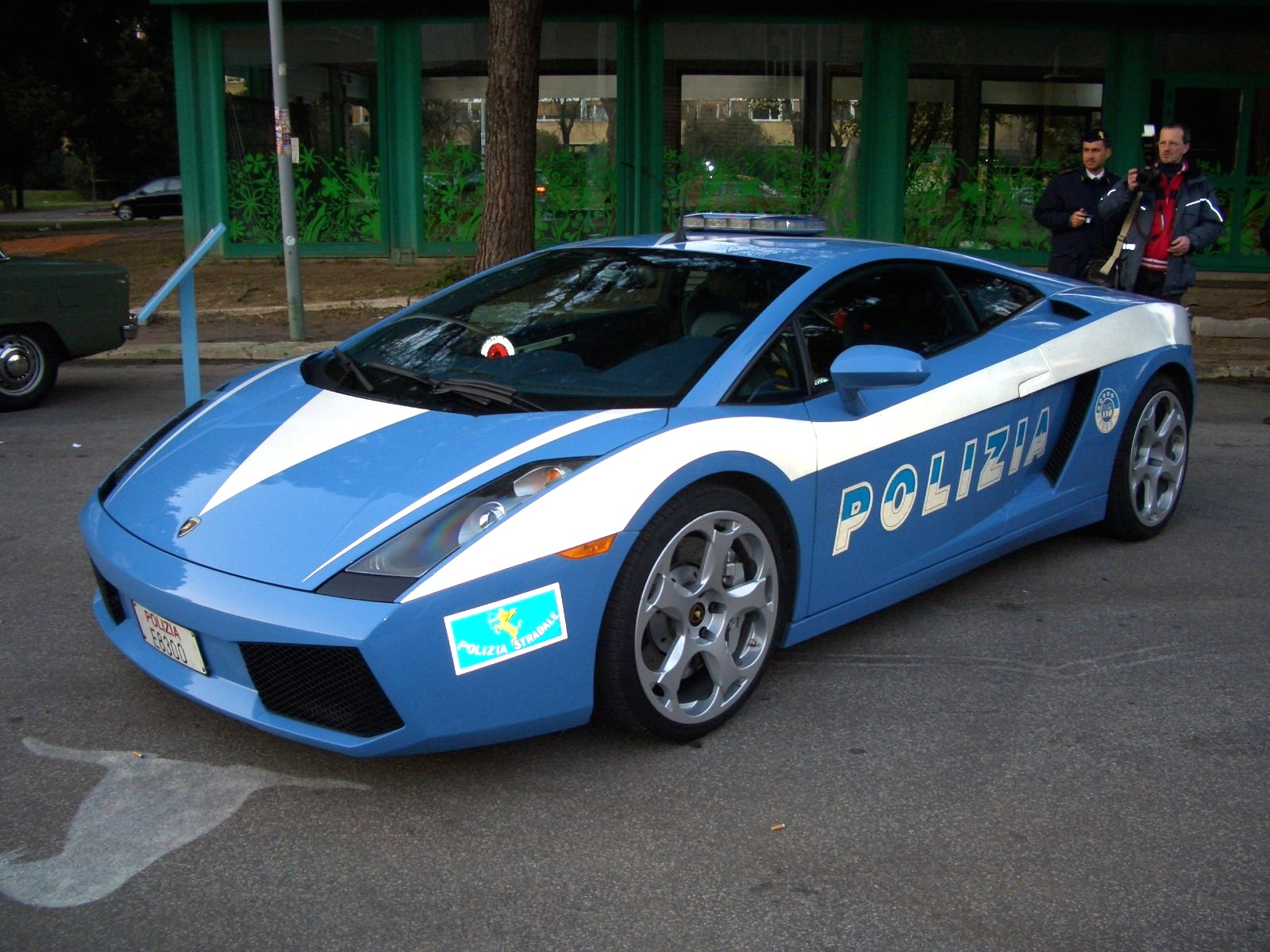
Lamborghini Gallardo da patrulha rodoviária da Polizia di Stato, Itália.

Em alguns carros existe uma área entre os dois bancos da frente onde ficam todos os controles adicionais do carro, como a ativação das luzes, do rádio de comunicação e um compartimento seguro para armazenamento de armas de fogo.
A maioria dos carros de polícia possui um divisor entre os bancos da frente e traseiros, para garantir o transporte de suspeitos sem a possibilidade de atacarem o condutor ou o passageiro. O material desses divisores pode variar de simples redes de metal até vidros à prova de balas.
Alguns carros também são equipados com GPS para alertar o condutor de um possível roubo de carro e mostrar o caminho por meio de orientação da central. Esse equipamento tem como principal objetivo fornecer à central de polícia, com auxílio de satélite, a localização da viatura policial.
O para-choque também é aumentado e reforçado em alguns veículos para ajudar a manter estabilidade durante as manobras de interceptação, como o PIT.
O motor de algumas viaturas não funciona se a chave não estiver na ignição, impedindo assim tentativas de furto.

### Veículos sem identificação
Muitas forças policiais utilizam carros sem nenhum tipo de distintivo ou identificação visível. Normalmente são utilizados por detetives e em investigações por ter a vantagem de não serem reconhecidos de imediato, sendo muito úteis para flagrantes.

## Carros de polícia na cultura popular
As perseguições policiais são muito utilizadas nos roteiros de filmes e na televisão. Os carros da polícia quase sempre aparecem em filmes de ação e aventura.